# Elle a fait un bébé toute seule
Singles de Jean-Jacques Goldman
La vie par procuration
(1986) Là-bas
(1987)

Elle a fait un bébé toute seule est une chanson de Jean-Jacques Goldman, parue en single en juillet 1987, puis sur l'album Entre gris clair et gris foncé, dont il sera le premier extrait. 
À l'origine, le titre était initialement proposé pour Philippe Lavil en reggae, mais ce dernier l'a refusé. Goldman a décidé de la reprendre pour son compte, en réécrivant les arrangements pour lui donner un air country. Il l'avait enregistré au moment de Positif, mais a estimé, qu'à l'époque, la chanson « n'était pas prête », mais pourtant, Goldman ne croit pas vraiment au succès du titre .
Le clip met en scène une femme agent RATP (Vannick Le Poulain) sur la ligne 11. Le film se déroule en partie dans une rame de métro et dans la station Porte des Lilas - Cinéma.

## Thème de la chanson
La chanson fait référence aux familles monoparentales.
En janvier 2024, l'acteur Philippe Lellouche dévoile l'identité du bébé et de la maman dont parle la chanson : le bébé est son épouse, Vanessa Boisjean, et la maman, Lily Boisjean, amie et attachée de presse du chanteur.

## Accueil
Entré au Top 50 le 8 août 1987 à la 13e position, Elle a fait un bébé toute seule continue à gagner des places dans le classement, atteignant la 4e position durant deux semaines. Par la suite, il décélère dans la perte de places dans le Top au cours des deux semaines suivantes, avant de connaître une vraie chute à partir de la quinzième semaine, quittant le classement le 12 décembre 1987 à la 45e position après dix-neuf semaines consécutives à être resté classé au Top 50.
Elle a fait un bébé toute seule est certifié disque d'argent et s'est écoulé à plus de 400 000 exemplaires.

## Dans la culture
Sauf indication contraire ou complémentaire, les informations mentionnées dans cette section proviennent du générique de fin de l'œuvre audiovisuelle présentée ici.
- 2011 : Une folle envie de Bernard Jeanjean - bande originale

## Classement
| Classement (1987)             | Meilleure position |
| ----------------------------- | ------------------ |
| France (SNEP)                 | 4                  |
| Québec (Palmarès Francophone) | 28                 |